# Xu Daoning
Xu Daoning (許道寧; ca. 970–1052) was een Chinees kunstschilder uit de Noordelijke Song. Xu was een inwoner van Chang'an, het huidige Xi'an in de provincie Shaanxi.
In zijn vroege jaren bestudeerde Xu het werk van Li Cheng (919–967), een van de prominentste shan shui-kunstenaars in de noordelijke landschapsstijl. Xu's landschappen uit zijn beginperiode kenmerken zich door precieze penseelstreken in spaarzaam gebruikte gewassen inkt. Later ontwikkelde hij een eigen stijl met een snellere, korte penseelvoering. Xu specialiseerde zich in verfijnde, horizontale landschappen met rustieke uitzichten op het water. Een van zijn bekendste werken is de  handrol Visser op een bergstroom (ca. 1049).
Xu was in zijn tijd een beroemd kunstschilder en maakte veel werken voor de keizerlijke familie en hoogwaardigheidsbekleders. De werken van Xu werden geprezen door meesters als Huang Tingjian (1045–1105) en Mi Fu (1051–1107). Premier Zhang Shixun sprak ooit over hem: "Nu Li Cheng en Fan Kuan zijn overleden, is er alleen nog Xu Daoning uit Chang'an".
- Union List of Artist Names: 500334485
- Virtual International Authority File: 309815352